# Орджоникидзевский район (Екатеринбург)

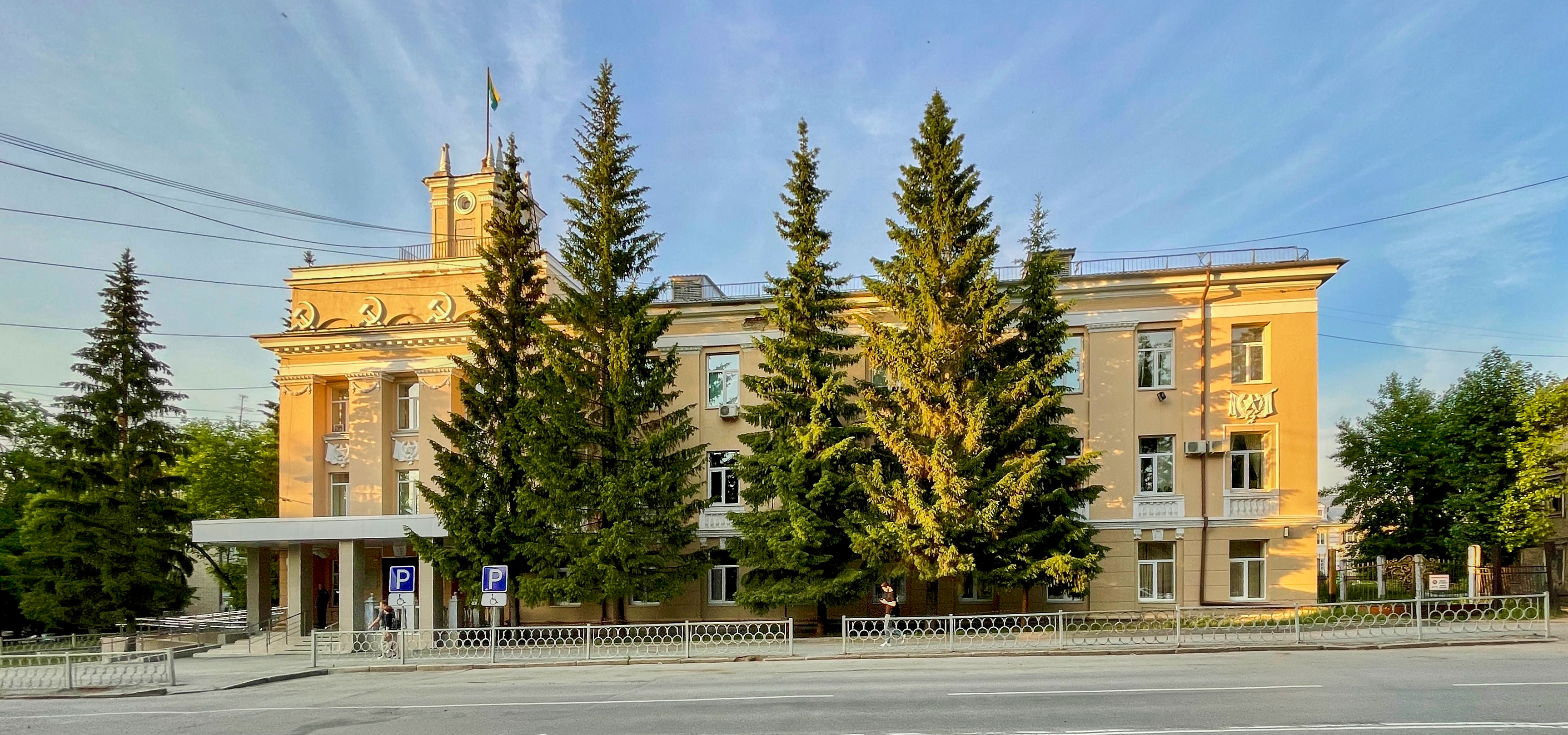
Здание районной администрации

Орджоники́дзевский район — один из восьми внутригородских районов города Екатеринбурга. Назван в честь Серго Орджоникидзе. Начал своё развитие в 1934 году — после открытия УЗТМ.
Орджоникидзевский район отмечает свой исторический день рождения 17 мая. Именно в этот день в 1935 году Президиум Свердловского облисполкома издал постановление № 1113 «Об организации 4-го районного Совета в городе Свердловске». Новый район назвали Орджоникидзевским, так как на его территории был осуществлен один из важнейших пунктов плана индустриализации — построено предприятие народного комиссариата тяжёлой промышленности Союза ССР — Уральский завод тяжелого машиностроения имени Г. К. Орджоникидзе.

## География
Орджоникидзевский район занимает северную часть Екатеринбурга. На западе и юго-западе Орджоникидзевский район граничит с Железнодорожным, на востоке — с Кировским районами Екатеринбурга, на севере — с городом Верхней Пышмой, на северо-западе — с городом Берёзовским. 
Основную часть городской застройки административного района занимают жилые районы Уралмаш и Эльмаш, разделённые проходящим через Орджоникидзевский район с севера на юг проспектом Космонавтов. Уралмаш находится к западу от проспекта, Эльмаш — к востоку. Сонаправленно с проспектом Космонатов по административному району проходит линия Екатеринбургского метро. На территории Орджоникидзевского района расположены три станции метро: «Проспект Космонавтов», «Уралмаш» и «Машиностроителей».
Южную часть Орджонкидзевского района занимают площадки промышленных предприятий: «Уралмашзавода», «Машиностроительного завода имени М. И. Калинина», «Уралтрансмаша», «Уралэлектротяжмаша» и др. В северной части района расположены посёлки (жилые районы) Пышма и Молёбка, примыкающие к Екатеринбургской кольцевой автомобильной дороге. Значительную часть Орджоникидзевского района занимают  лесопарки: Шувакишский (на западе, здесь расположено озеро Шувакиш), Пышминские Озерки (на севере) и Калиновский (на востоке). В северо-западной части Орджоникидзевского района расположены жилые районы и посёлки: Ягодный, Садовый, Козловский и Березит. Причём Козловский и Ягодный вошли в состав собственно города Екатеринбурга как жилые района, а Березит и Садовый сохраняют статус самостоятельных населённых пунктов.
В северной части Орджоникидзевского района протекает река Пышма, в принимающая притоки: Камышенку (правый приток) и Балтым (левый приток, протекает через посёлок Садовый). Камышенка принимает правый приток — реку Калиновку, протекающую через Калиновский лесопарк.

## Административно-территориальное деление
В своём составе имеет несколько жилых микрорайонов — Уралмаш, Эльмаш, посёлок Садовый.

### Историческое административно-территориальное устройство
Садовый сельсовет — посёлки Садовый, Березит, Козловский, Ягодный.
11 февраля 2016 посёлки Козловский и Ягодный были включены в черту города Екатеринбурга.

## Население
| 1979     | 2002     | 2009     | 2010     | 2012     | 2013     | 2014     |
| -------- | -------- | -------- | -------- | -------- | -------- | -------- |
| 266 968  | ↘261 985 | ↗265 443 | ↗270 944 | ↗272 585 | ↗274 262 | ↗278 147 |
| 2015     | 2016     | 2017     | 2018     | 2019     | 2021     |          |
| ↗280 329 | ↗282 814 | ↗284 510 | ↗285 901 | ↗286 482 | ↘263 820 |          |

В настоящее время Орджоникидзевский район — самый крупный в Екатеринбурге. По численности населения в Свердловской области с ним может сравниться только Нижний Тагил (328 157).

## Экономика

### Крупные промышленные предприятия
- Машиностроительный завод им. М. И. Калинина (МЗИК, ЗиК)
- Артиллерийский «Завод № 9»
- ОКБ «Новатор»
- Уралэлектротяжмаш
- Уральский турбинный завод
- Уральский завод тяжёлого машиностроения (УЗТМ, Уралмашзавод, Уралмаш)
- Екатеринбургский электровозоремонтный завод (ЕЭРЗ)

## Галерея

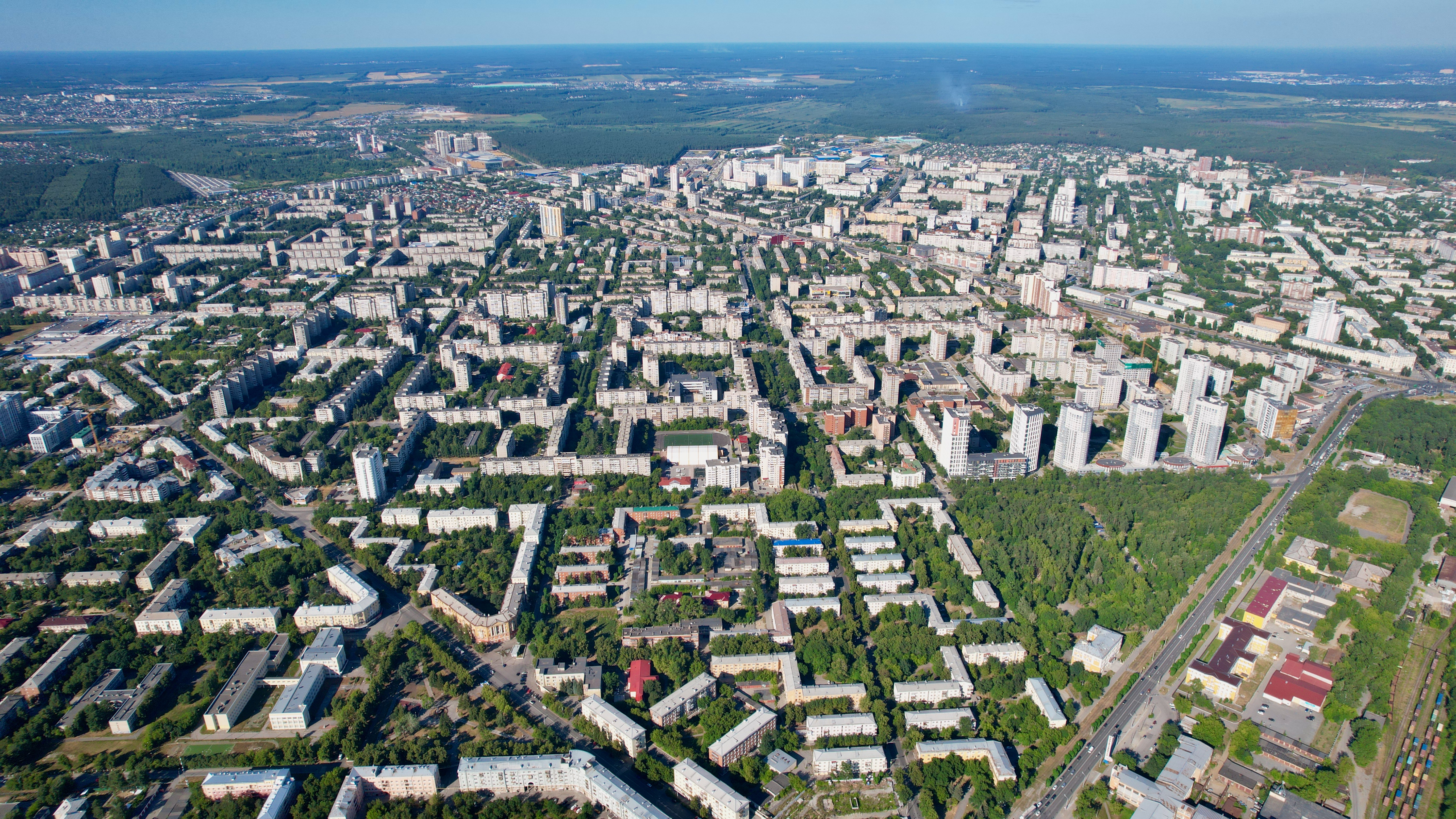
Вид на район Уралмаш
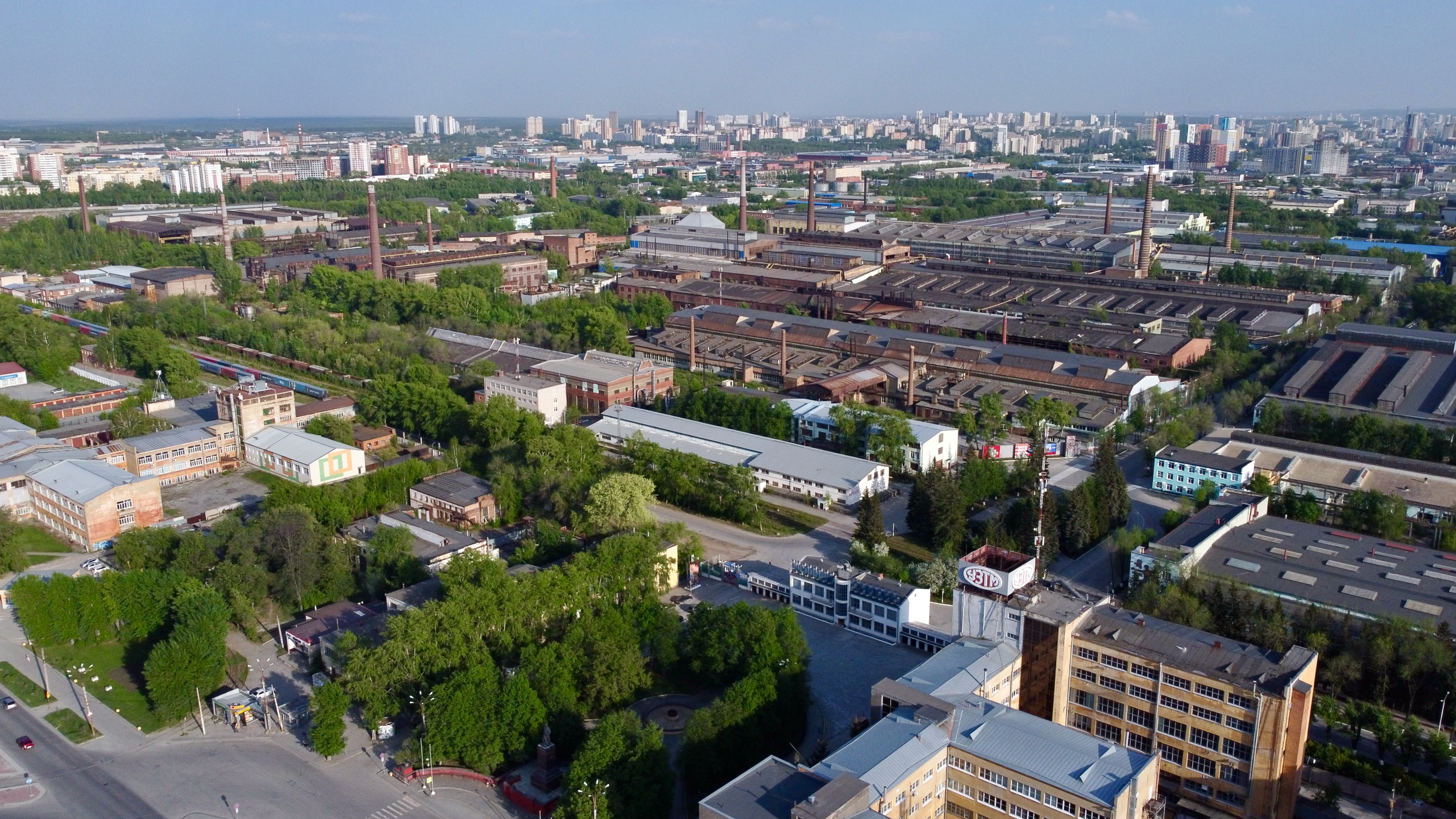
Вид на корпуса УЗТМ
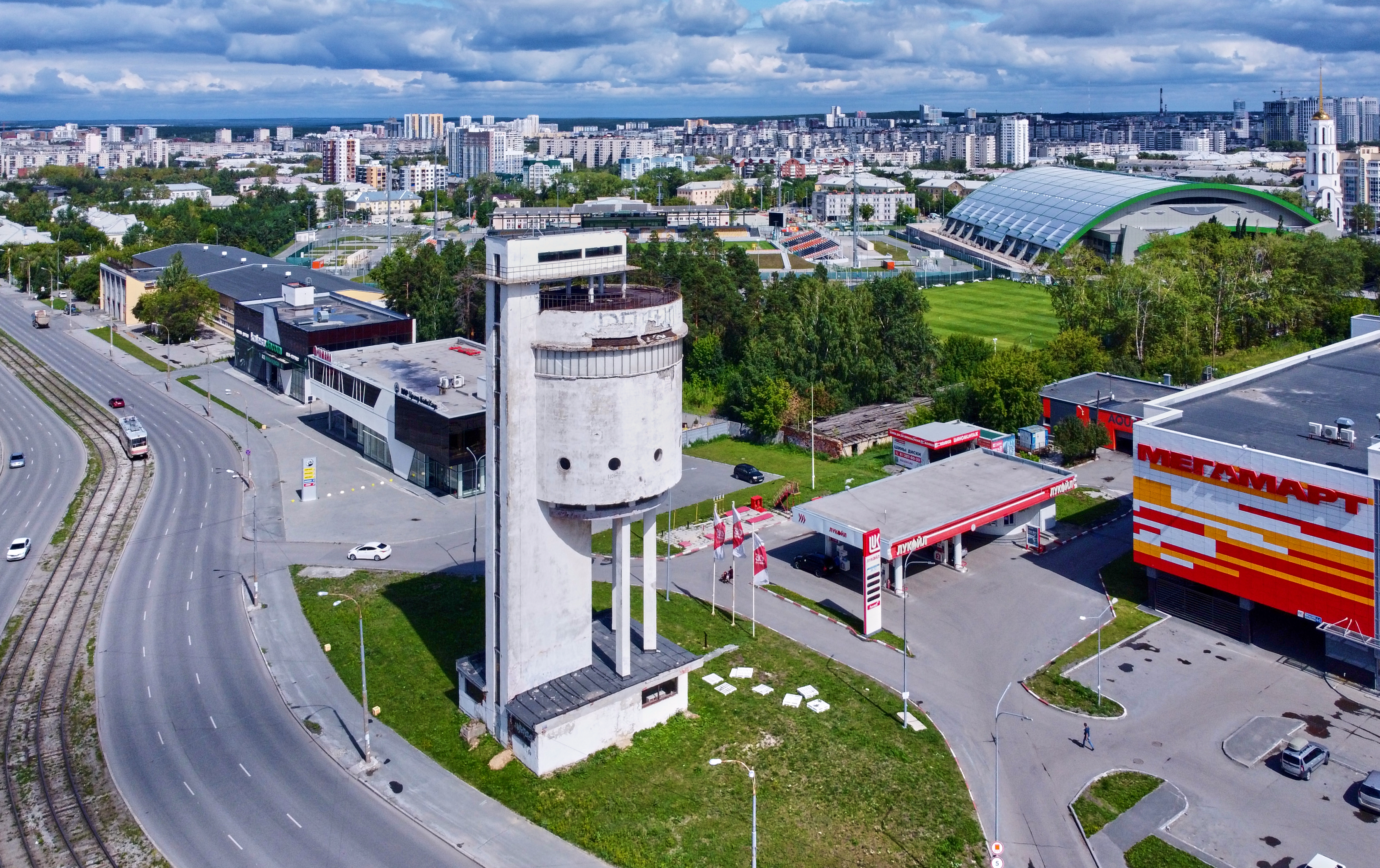
Белая башня и ул. Бакинских Комиссаров
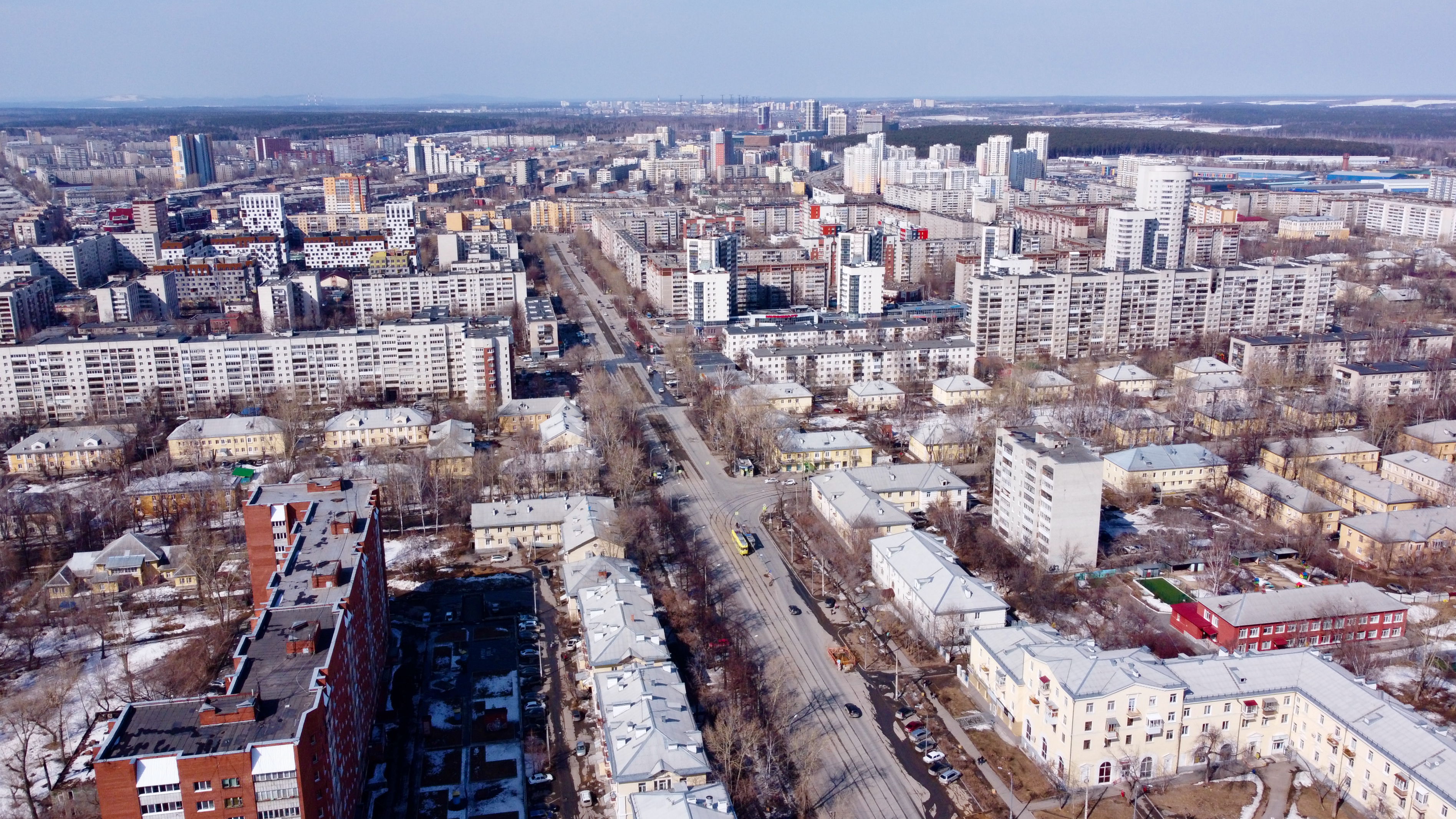
Вид на район Эльмаш
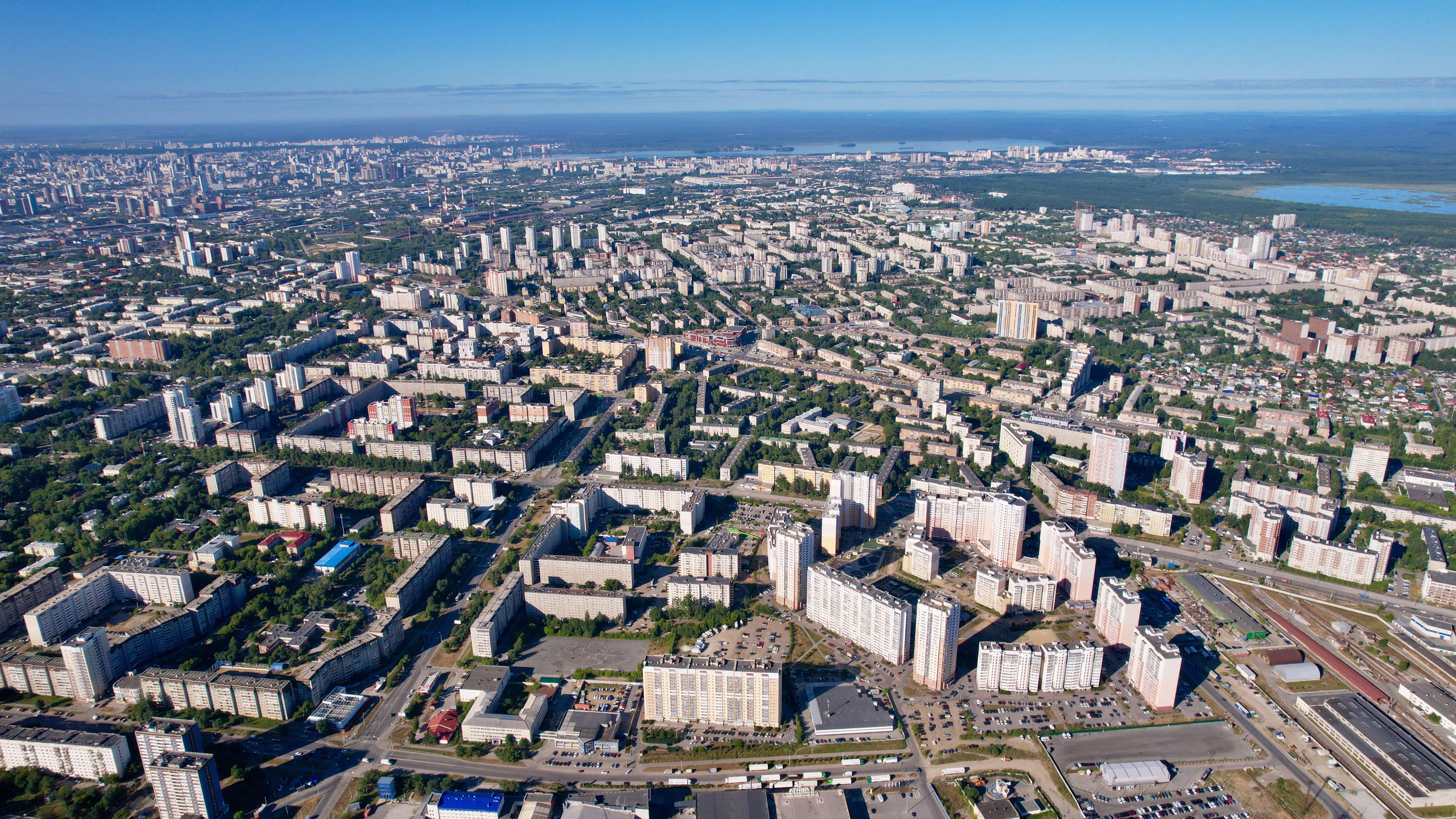
Вид на район Эльмаш
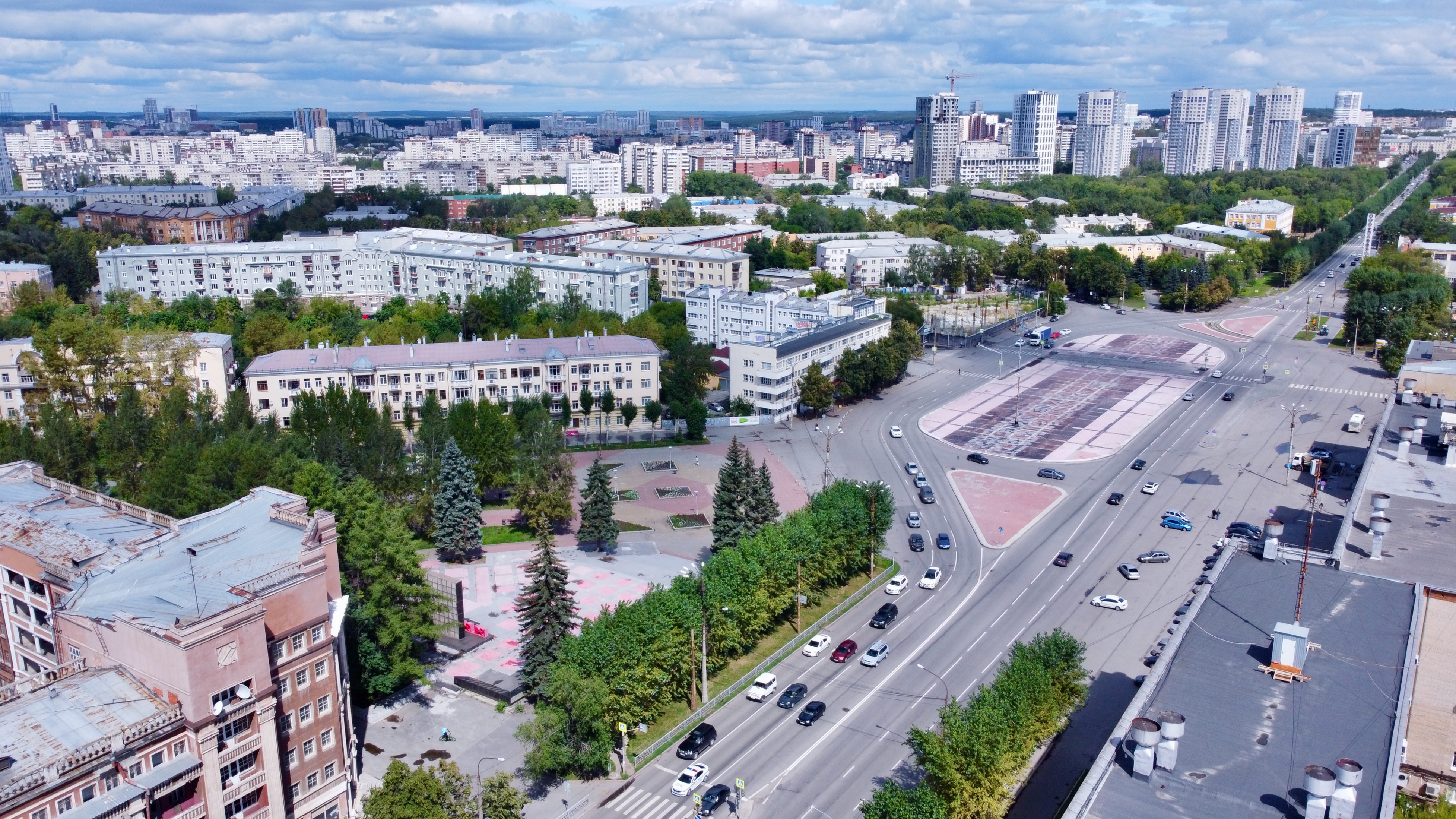
Площадь 1-й Пятилетки
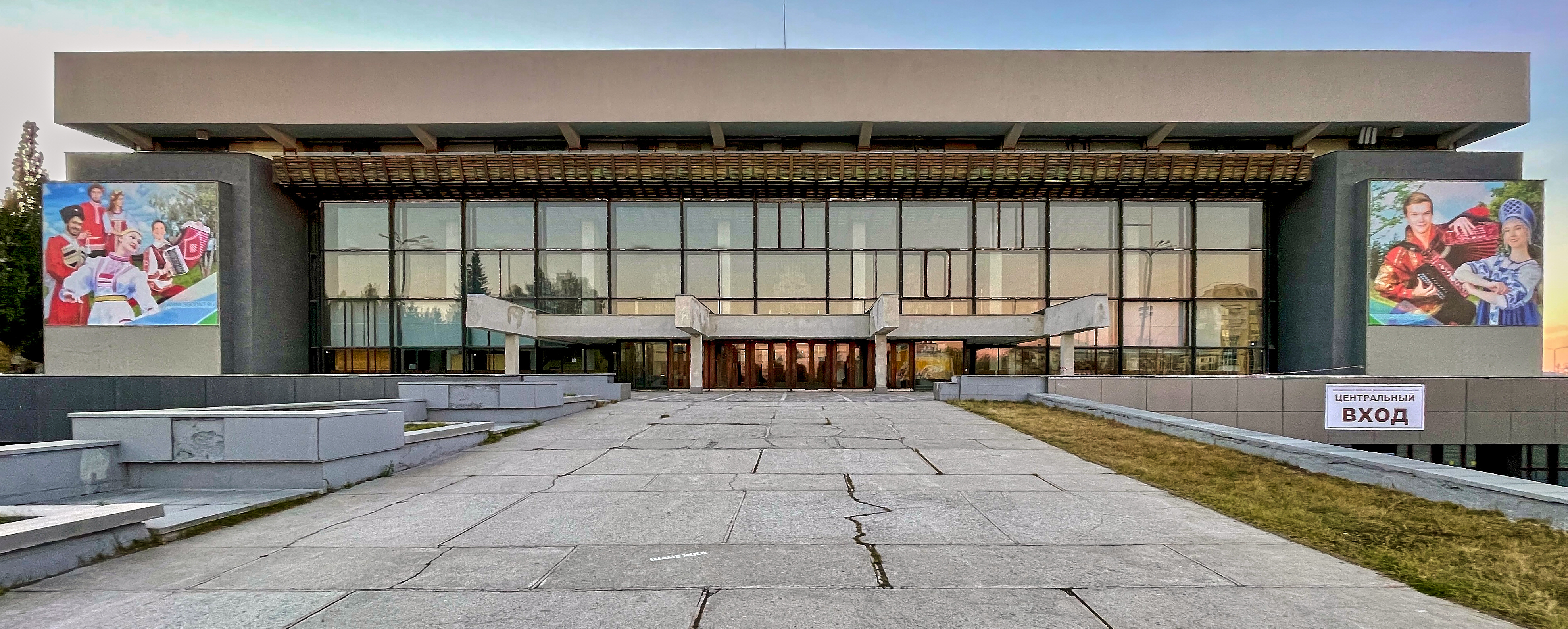
ДК УЗТМ
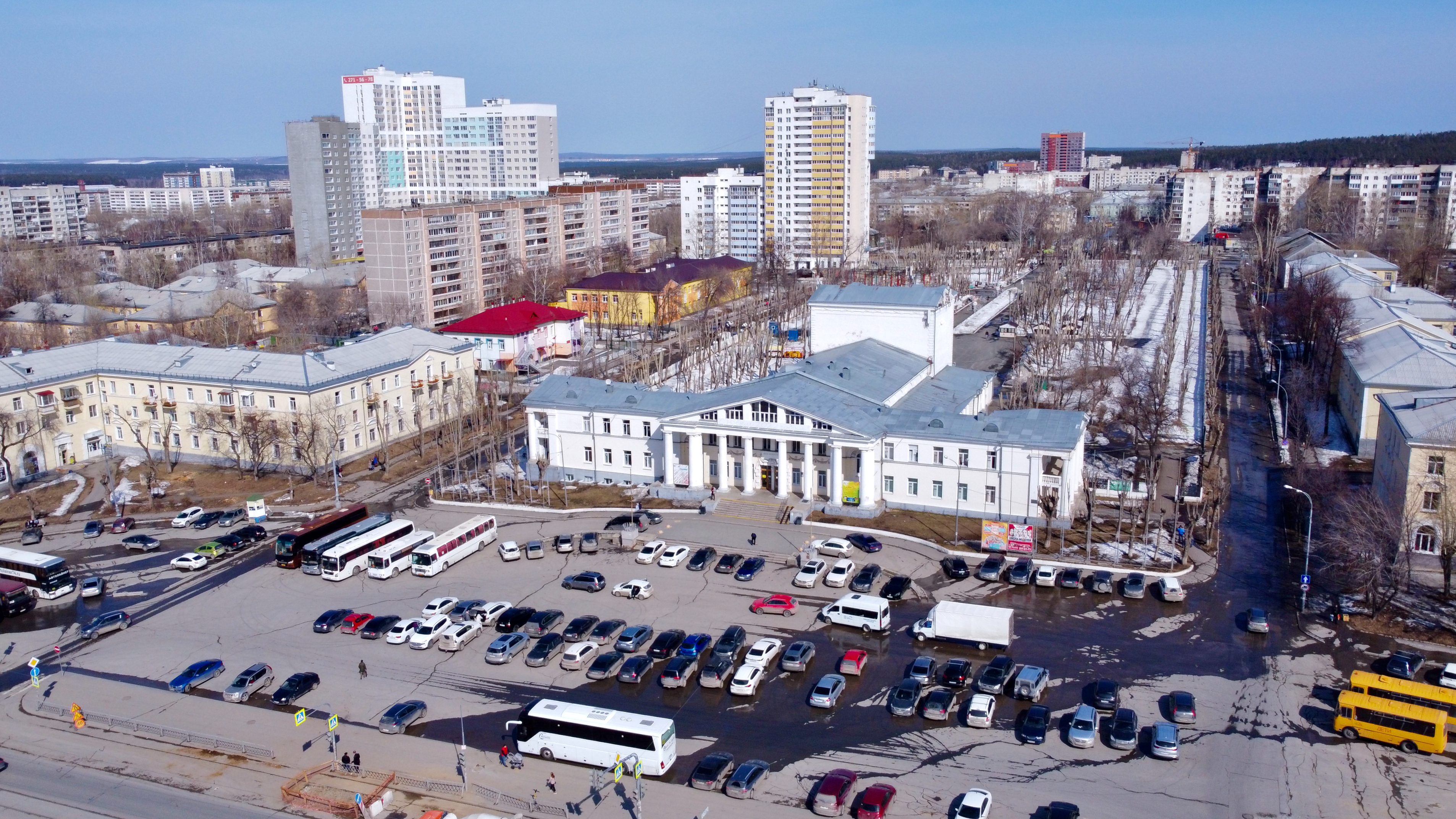
ДК УЭТМ